# Vaivara koncentrationsläger

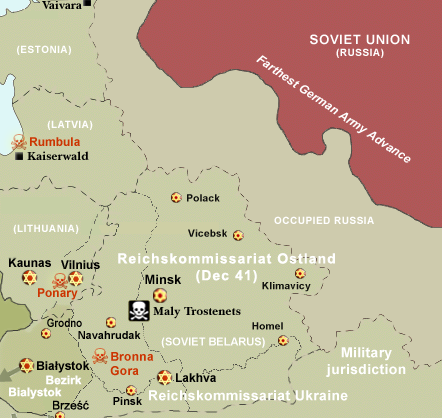
Nazistiska koncentrationsläger i Ösyteuropa

Vaivara koncentrationsläger var ett nazistiskt koncentrationsläger som låg i Estland, nära byn Vaivara. Det var i bruk mellan den 15 september 1943 och 29 februari 1944. Cirka 20 000 personer, mest judar och sovjetiska krigsfångar hölls fångna i koncentrationslägret. Kommendant var Hans Aumeier.